# Suzanne Admiraal
Suzanne Admiraal (30 januari 1997) is een Nederlands voetbalster die sinds 2018 in de Vrouwen Eredivisie speelt voor sc Heerenveen als aanvaller. Eerder speelde ze voor SC Telstar VVNH en ADO Den Haag. 

## Carrièrestatistieken
| Seizoen                          | Club            | Land            | Competitie          | Competitie | Competitie | Beker | Beker | Internationaal | Internationaal | Overig | Overig | Totaal | Totaal |
| Seizoen                          | Club            | Land            | Competitie          | Wed.       | Dlp.       | Wed.  | Dlp.  | Wed.           | Dlp.           | Wed.   | Dlp.   | Wed.   | Dlp.   |
| -------------------------------- | --------------- | --------------- | ------------------- | ---------- | ---------- | ----- | ----- | -------------- | -------------- | ------ | ------ | ------ | ------ |
| 2014/15                          | SC Telstar VVNH | Nederland       | Women's BeNe League | 24         | 3          | 0     | 0     | –              | –              | –      | –      | 12     | 2      |
| 2015/16                          | SC Telstar VVNH | Nederland       | Eredivisie          | 23         | 4          | 0     | 0     | –              | –              | –      | –      | –      | –      |
| 2016/17                          | SC Telstar VVNH | Nederland       | Eredivisie          | 14         | 3          | 0     | 0     | –              | –              | –      | –      | –      | –      |
| 2017/18                          | ADO Den Haag    | Nederland       | Eredivisie          | 11         | 5          | 0     | 0     | –              | –              | –      | –      | –      | –      |
| 2018/19                          | sc Heerenveen   | Nederland       | Eredivisie          | 10         | 9          | 0     | 0     | –              | –              | –      | –      | –      | –      |
| 2019/20                          | sc Heerenveen   | Nederland       | Eredivisie          | 4          | 2          | 0     | 0     | –              | –              | –      | –      | –      | –      |
| Carrière totaal                  | Carrière totaal | Carrière totaal | Carrière totaal     | 88         | 26         | 0     | 0     | 0              | 0              | 0      | 0      | 12     | 2      |
| bijgewerkt tot 30 september 2019 |                 |                 |                     |            |            |       |       |                |                |        |        |        |        |